# Costanza Di Camillo
Costanza Di Camillo (Roma, 23 de enero de 1995) es una deportista italiana que compite en natación sincronizada.
Ganó cuatro medallas en el Campeonato Mundial de Natación, en los años 2019 y 2022, y siete medallas en el Campeonato Europeo de Natación, en los años 2018 y 2022.

## Palmarés internacional
| Campeonato Mundial | Campeonato Mundial      | Campeonato Mundial | Campeonato Mundial |
| Año                | Lugar                   | Medalla            | Prueba             |
| ------------------ | ----------------------- | ------------------ | ------------------ |
| 2019               | Gwangju (Corea del Sur) | Medalla de plata   | Rutina especial    |
| 2022               | Budapest (Hungría)      | Medalla de plata   | Rutina especial    |
| 2022               | Budapest (Hungría)      | Medalla de bronce  | Equipo técnico     |
| 2022               | Budapest (Hungría)      | Medalla de bronce  | Combinación libre  |
| Campeonato Europeo |                         |                    |                    |
| Año                | Lugar                   | Medalla            | Prueba             |
| 2018               | Glasgow (Reino Unido)   | Medalla de plata   | Combinación libre  |
| 2018               | Glasgow (Reino Unido)   | Medalla de bronce  | Equipo técnico     |
| 2018               | Glasgow (Reino Unido)   | Medalla de bronce  | Equipo libre       |
| 2022               | Roma (Italia)           | Medalla de plata   | Equipo técnico     |
| 2022               | Roma (Italia)           | Medalla de plata   | Equipo libre       |
| 2022               | Roma (Italia)           | Medalla de plata   | Combinación libre  |
| 2022               | Roma (Italia)           | Medalla de plata   | Rutina especial    |